# Piaget (azienda)
Piaget è un'azienda svizzera di orologeria e gioielleria di lusso, fondata nel 1874 da Georges Piaget nel villaggio di La Côte-aux-Fées, nel Canton Neuchâtel, in Svizzera. Appartiene al gruppo svizzero Richemont, specializzato nell'industria del lusso.

## Storia
Salvo indicazioni contrarie, le informazioni provengono dal sito del marchio.

### Le origini (1874-1942)
Nel 1874, Georges-Edouard Piaget avvia il suo primo laboratorio all'interno della fattoria di famiglia, situata nel piccolo villaggio svizzero di La Côte-aux-Fées. Dedicandosi agli orologi da taschino e alla fabbricazione di movimenti di alta precisione commissionati da marchi famosi, il nome Piaget supera ben presto le frontiere del Cantone di Neuchâtel. Il motto di Georges-Edouard Piaget è: "Toujours faire mieux que nécessaire" (fare sempre meglio dello stretto necessario).
Nel 1911, Timothée Piaget, figlio di Georges Piaget, prende in mano le redini della società di famiglia, fa costruire la manifattura e trasforma l'azienda famigliare in Società in nome collettivo (Snc). Da allora, la manifattura si dedica alla produzione di orologi con cinturino..

### Un marchio depositato (1943-1955)
Sotto la spinta dei nipoti del fondatore, Gérald e Valentin Piaget, il marchio Piaget viene depositato nel 1943. La manifattura della Côte-aux-Fées produce da quel momento le proprie creazioni e si sviluppa fortemente a livello internazionale.
In virtù della sua forte espansione, l'azienda famigliare apre una nuova manifattura nel 1945, sempre alla Côte-aux-Fées, più orientata verso l'innovazione e i movimenti extra-piatti.

### Il movimento extra-piatto della gioielleria (1956-1963)

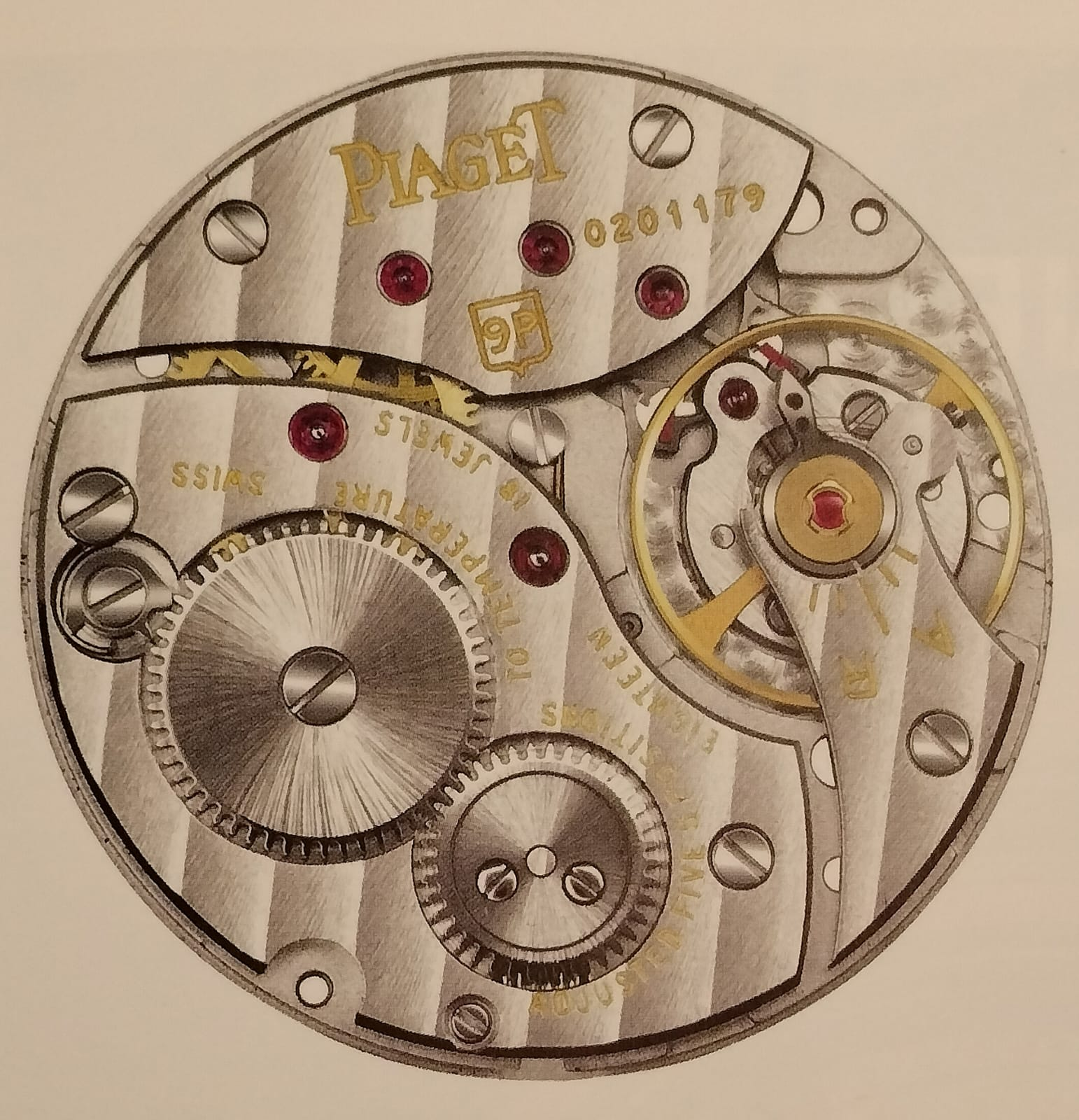
Piaget 9P, uno dei movimenti più famosi della maison

Nel 1957, la manifattura della Côte-aux-Fées lancia il Calibro 9P, primo movimento meccanico a carica manuale extra-piatto (2 mm di spessore).
Successivamente, nel 1960, i maestri orologiai di Piaget sviluppano il Calibro 12P, il movimento automatico più piatto del mondo, con i suoi 2,3 mm di spessore (record ufficializzato nel Guinness Book).
Progressivamente la collezione di Piaget si diversifica. Oltre agli orologi moneta, agli orologi anello, agli orologi spilla o agli orologi gemelli, Piaget crea le sue prime parure di gioielleria. 
Nel 1957, viene lanciato l'orologio da uomo Emperador, diventato un modello simbolo del marchio.
L'espansione spinge la società ad aprire un'altra manifattura a Ginevra, dedicata alla gioielleria, e nel 1959, il primo negozio.

### Un successo crescente (1964-1987)

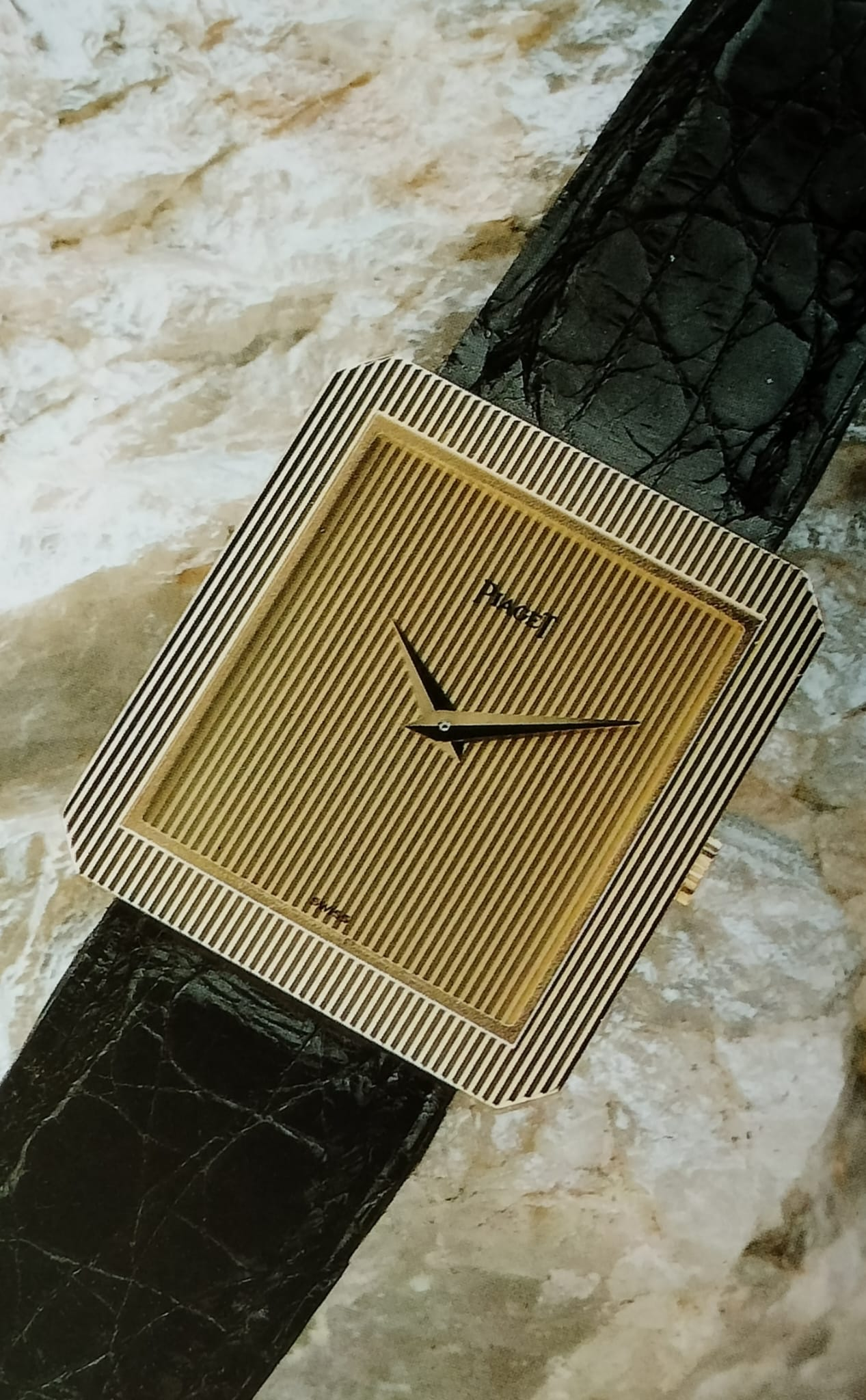
Il più grande successo di Piaget è stata la realizzazione di orologi raffinati ed eleganti, supportati da movimenti sottili. Qui un Piaget Protocole ref. 9154

La gioielleria raccoglie ben presto un riconoscimento a livello internazionale grazie a personalità come Jackie Kennedy, Gina Lollobrigida e Andy Warhol.
Nel 1964, Piaget presenta i primi orologi dotati di quadranti in pietra dura: lapislazzuli, turchese, onice oppure occhio di tigre. In seguito, Piaget lancia l'orologio polsino, simbolo dell'orologeria preziosa.
Tra il 1969 ed il 1970 Piaget è una delle aziende che contribuisce a creare il primo movimento al quarzo di produzione svizzera, il BETA21: il movimento, di grandi dimensioni, costoso da produrre e difficile da manutenere, non avrà grande successo, ma verrà incassato comunque da Piaget in vari modelli, tutti dotati di cassa di forma non convenzionale per poterne accogliere l'ingombro. Un esempio di segnatempo della Maison alimentati da questo calibro è la ref. 14101, ma soprattutto il Black Tie, che ben presto diventerà uno degli orologi preferiti di Andy Warhol.
Nel 1976, viene lanciato il Calibro 7P, il più piccolo movimento al quarzo della sua generazione. In questo stesso periodo viene presentata la collezione Classe 90, contraddistinta da casse rettangolari lavorate e dimensioni contenute e sobrie. 
L'orologio Piaget Polo, di stile avanguardista, viene lanciato nel 1979 e diventa un modello icona del marchio. Stesso successo per la collezione Dancer, lanciata nel 1986. 

A partire dal 1980, sotto la presidenza di Yves Piaget, il marchio continua a coltivare il gusto dell'eccezione e si impone come «gioielliere in orologeria». Un esempio di questa definizione è ravvisabile nella collezione Tanagra, dedicata a un pubblico prettamente femminile, grazie alle sue linee morbide e all'ampio utilizzo di oro e materiali pregiati, modellati come se l'orologio fosse un bracciale elegante.

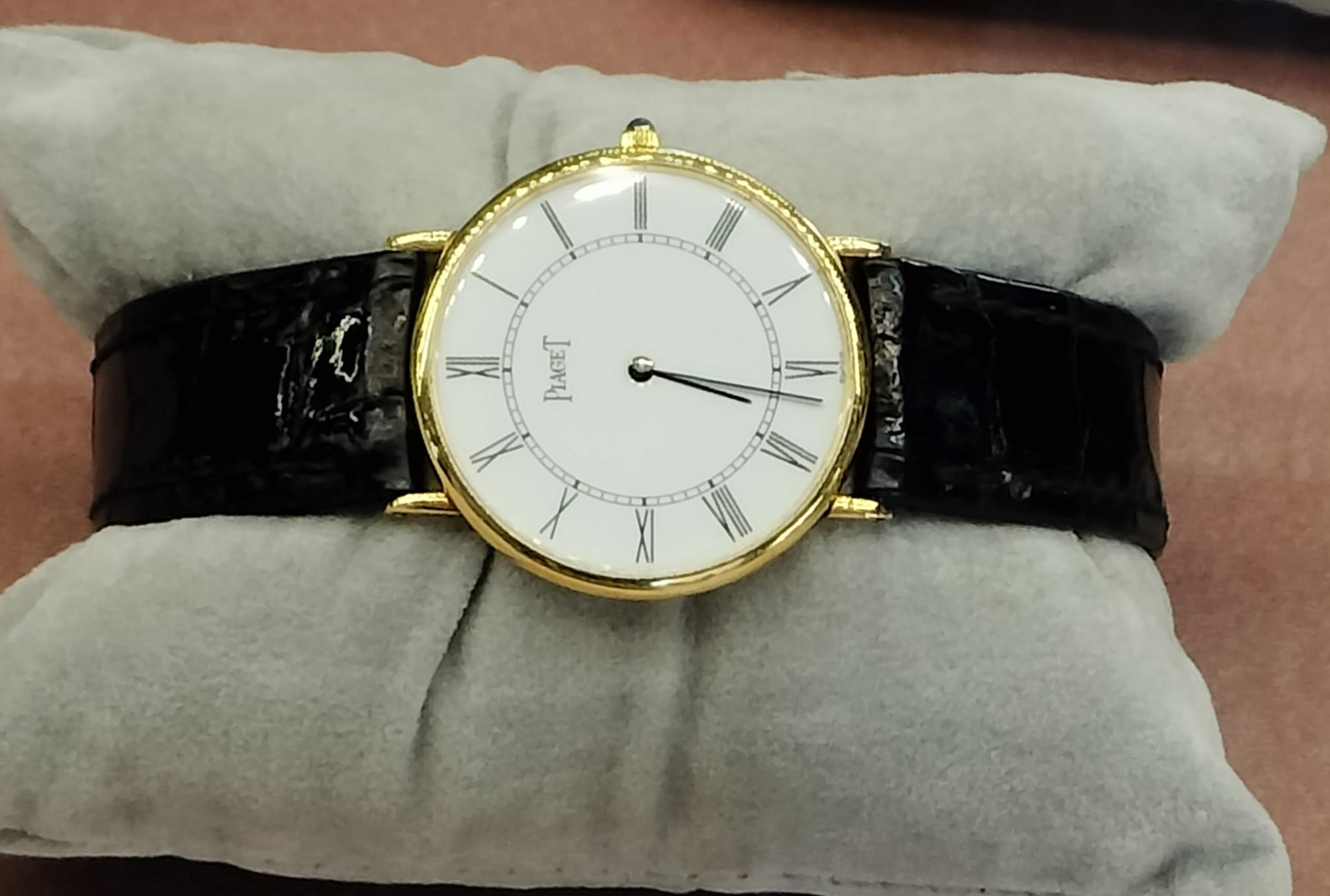
Piaget Altiplano ref. 9025 da 31 millimetri di diametro. Fine anni '80

### Fusione (1988-2000)

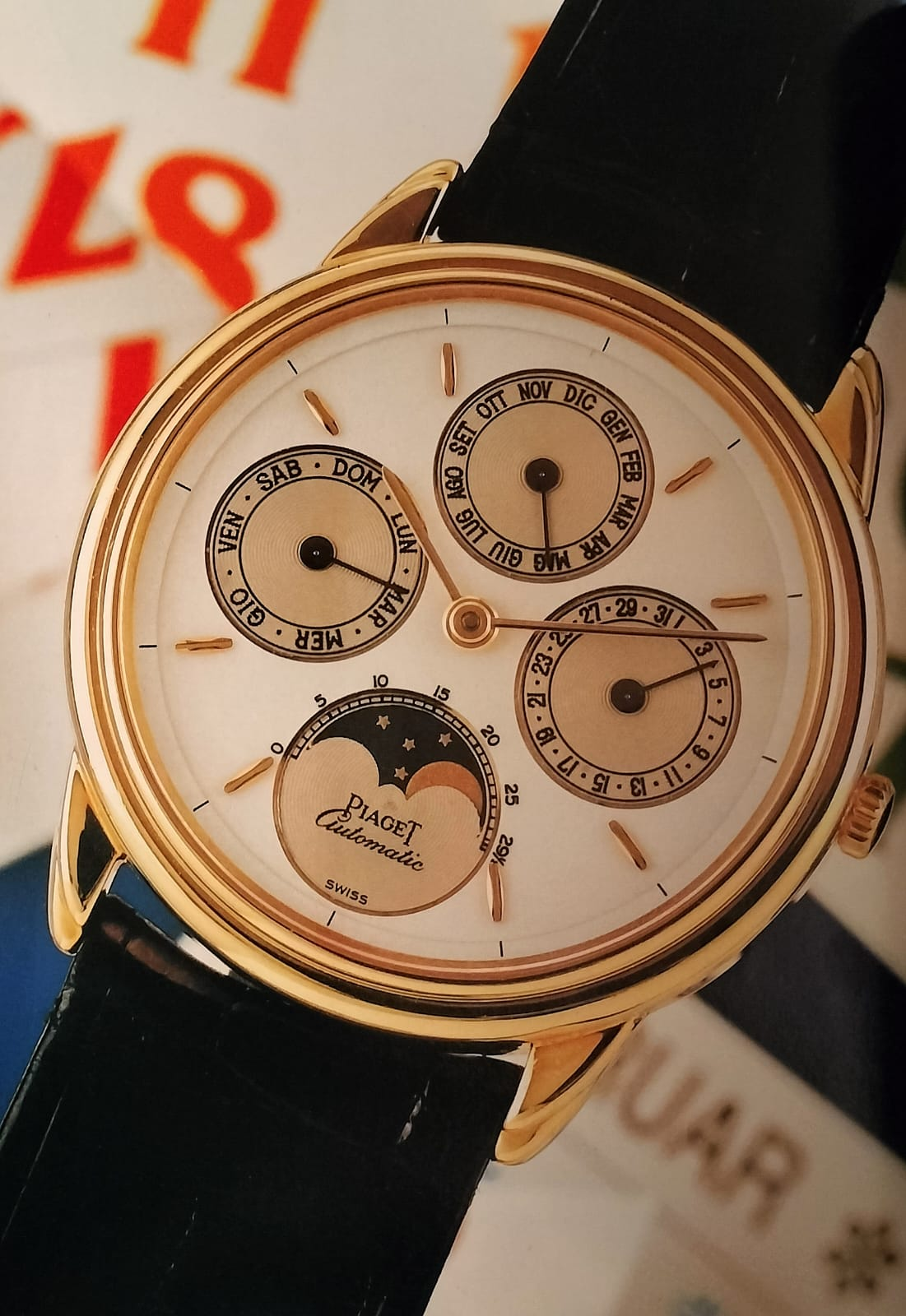
Piaget Gouverneur automatico con calendario perpetuo ref. 15958, datato primi anni Novanta.

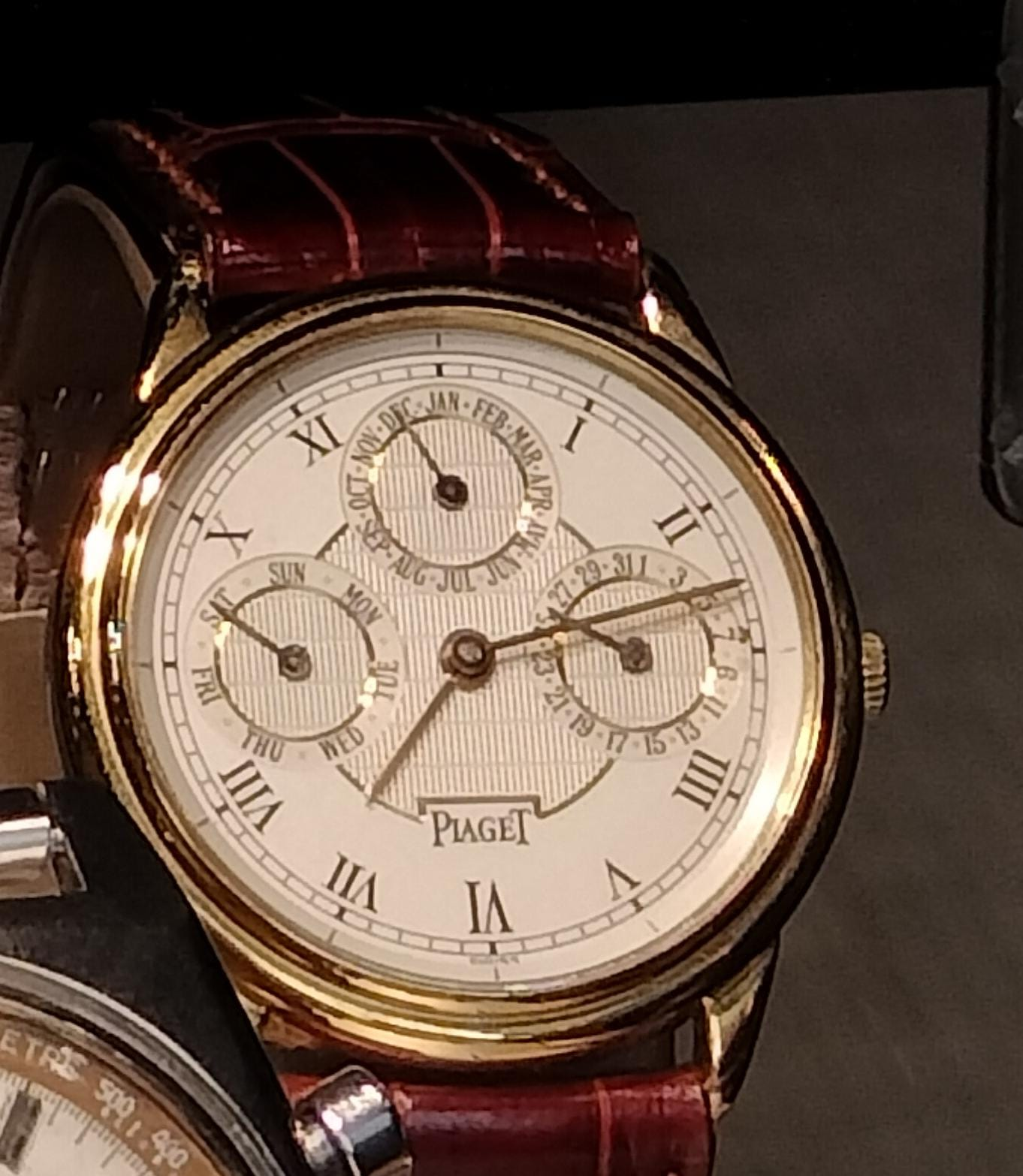
Piaget Triple Date ref. 15959 risalente agli anni '90

Il gruppo del lusso Vendôme, Gruppo Richemont, acquista la manifattura Piaget nel 1988.
Negli anni ‘90 vengono lanciate nuove collezioni: Possession, Limelight e Protocole. Inoltre si diffonde anche la linea Gouverneur, che comprende solotempo, cronografi e orologi complicati. Questa collezione rimane in produzione per una ventina d'anni circa, e viene interrotta negli anni Duemiladieci.
Il modello Altiplano viene invece presentato nel 1999, reinterpretando in chiave più moderna uno dei suoi classici.

Gli orologi di forma, invece, vengono racchiusi nella collezione Emperador.

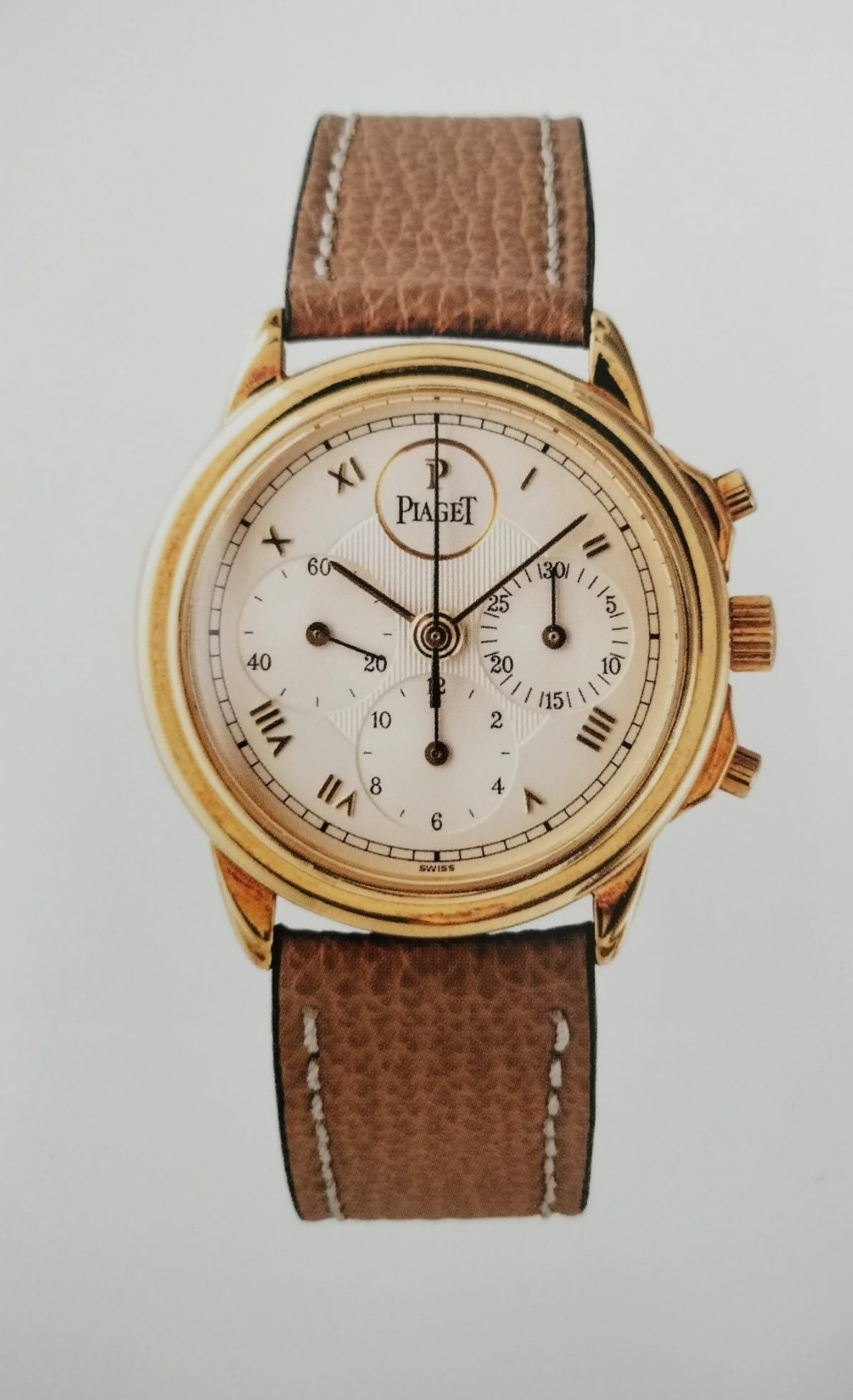
Piaget Gouverneur cronografo ref. 15978 risalente ai primi anni Novanta

### Nuovo Movimento ed evoluzioni tecniche (2001-2020)

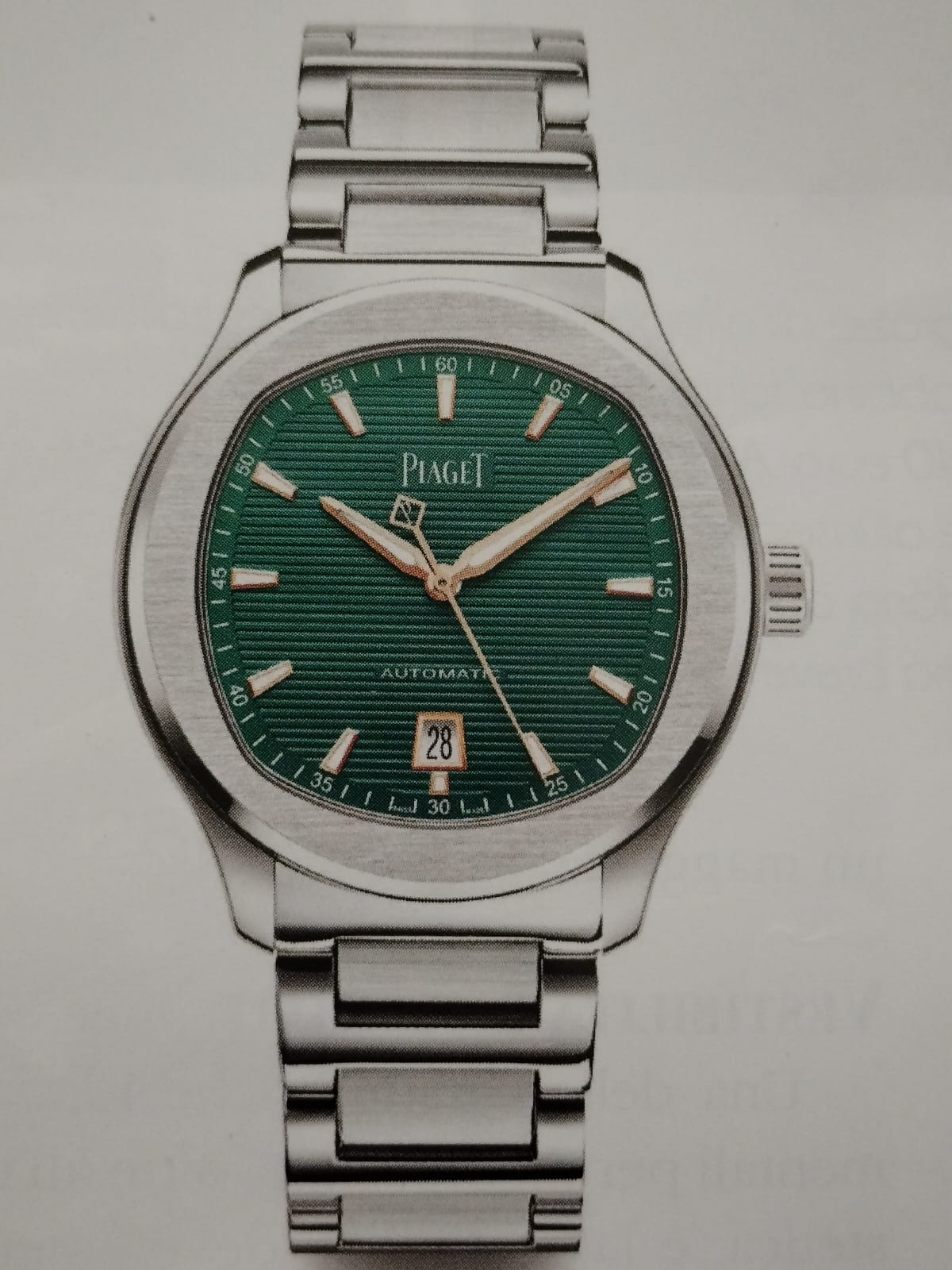
Piaget Polo S

Nel 2001, a Plan-les-Ouates, alle porte di Ginevra, viene inaugurata una nuova Manifattura di Alta Orologeria Piaget. I movimenti continuano ad essere fabbricati alla Côte-aux-Fées, culla storica dell'azienda di famiglia. Il nuovo edificio raggruppa più di 40 attività di orologeria e di gioielleria.
Lo stesso anno, Piaget aggiorna l'orologio Polo degli anni '70 e lancia la collezione Magic Reflections. 
La manifattura sviluppa diverse linee di movimenti meccanici e nel 2002 lancia il suo primo movimento tourbillon di Manifattura Piaget, il Calibro 600P, il tourbillon di forma più piatto del mondo con 3,5 mm di spessore. 
Nel 2004, Piaget festeggia i 130 anni dalla sua creazione. L'importanza del pubblico femminile si nota nella presentazione della collezione Limelight Gala, dalle linee morbide e dall'utilizzo di oro e pietre preziose.

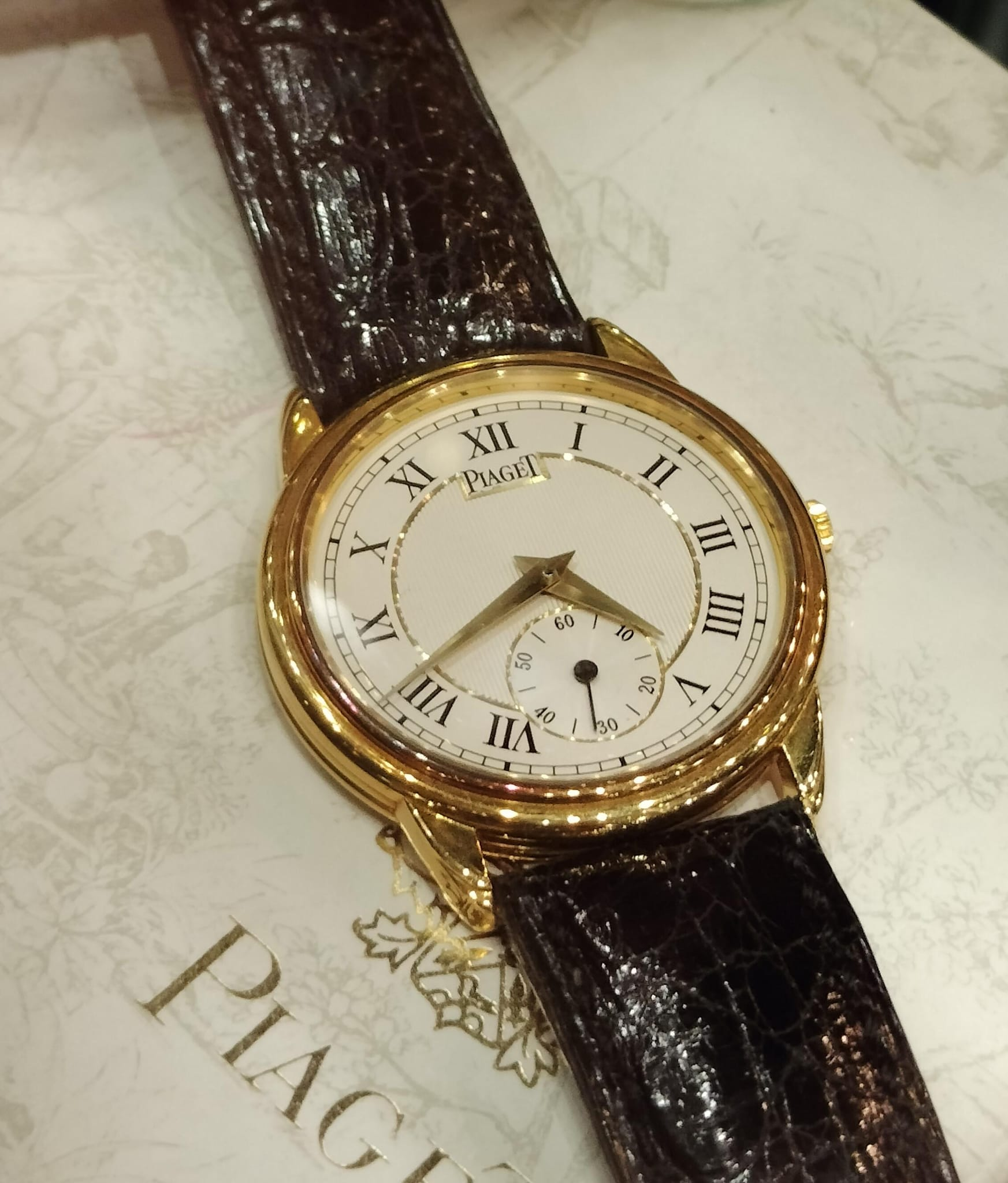
Piaget Gouverneur ref. 15968, anni '90 circa

Nel 2014 viene presentato un nuovo movimento ultrasottile, il 900P. E' da questo movimento che la stessa casa ha poi lavorato e realizzato nel 2020 il modello Altiplano Ultimate Concept, dallo spessore complessivo di appena 2 millimetri, il quale ha detenuto per un periodo il primato di orologio più sottile del mondo.
Nel 2020 è stato reintrodotto in collezione il celebre Black Tie, in un modello con movimento meccanico.
Nel 2024 si celebrano i 150 anni del marchio e i 45 anni dalla nascita del Piaget Polo, e l'azienda decide di riproporlo sul mercato nell'estetica fedele all'originale, ma solamente in oro giallo e con il movimento automatico ultrasottile 1200P1, in luogo del vecchio quarzo 7P. Per distinguerlo dalla collezione Polo già presente a catalogo, è stato ribattezzato Polo 79.

## Savoir-faire
Piaget progetta, sviluppa e fabbrica internamente all'azienda i propri movimenti meccanici.
La manifattura esiste dal 1874 e vi sono riunite più di 40 attività, dalla progettazione alla consegna di un orologio a complicazioni o di una parure di alta gioielleria.

### Movimento extra-piatto
Piaget figura fra i precursori dei movimenti extra-piatti con i movimenti 9P manuale e 12P automatico, i più piatti del mondo nella loro categoria, rispettivamente nel 1957 e 1960. Più di recente, hanno dato vita ai moderni 430P, 450P o 438P con solo 2,1 millimetri di spessore. Queste ultime innovazioni sono state utilizzate in particolare nella linea Altiplano.

### Movimento Tourbillon
Sono occorsi tre anni di lavoro a Piaget per sviluppare il suo movimento tourbillon. Da questa lunga ricerca è nato il 600P, il movimento tourbillon più piatto del mondo (3,5 millimetri di spessore). La sua gabbia è particolarmente sofisticata: composta da 42 minuscoli elementi, di cui 3 ponti in titanio, pesa solo 0,2 grammi. Il tourbillon di tipo volante — che si basa su un asse unico — è sormontato dalla griffe P, elemento che aggiunge un'ulteriore difficoltà all'equilibratura. Per un massimo di affidabilità, l'assemblaggio e l'incassatura di ciascun 600P vengono affidati ad un solo maestro orologiaio.

### Movimento Tourbillon Squelette
Il movimento a tourbillon volante di Piaget, complicazione emblematica, è il movimento di forma più piatto del mondo (3,5 millimetri di spessore).
Diviso in 60 sezioni rappresentative dei secondi, un guilloché soleil si irradia a partire dalla gabbia del tourbillon. Il modello è realizzato in oro, con pietre preziose incastonate. Ciascuno dei movimenti a tourbillon squelette, oggetto di diversi brevetti, viene assemblato e incassato da un solo maestro orologiaio.

### Movimento Retrogrado
Il Calibro 560P è un movimento meccanico a carica automatica, progettato, sviluppato e fabbricato all'interno della Manifattura Piaget, dotato del meccanismo complesso di visualizzazione dei secondi retrogradi. La lancetta si muove da 0 a 30 su un arco di cerchio a ore 12.00 per tornare istantaneamente al suo punto di partenza. 2 anni di progettazione per le finiture artigianali: decoro Côtes de Genève circolari, perlage della platina, anglage e trafilatura dei ponti e delle viti azzurrate.

### Movimento Automatico
Nel 2006, viene lanciata una nuova generazione di movimenti meccanici a carica automatica. L'800P, con indicazione di ore, minuti, secondi centrali e grande data, è dotato di due bariletti che garantiscono una riserva di carica di 72 ore. Questo calibro 12 linee, ovvero 26,8 millimetri di diametro, batte alla frequenza tradizionale di 21.600 alternanze l'ora (3 hertz) e la sua regolazione è garantita da un bilanciere a vite. La variante 850P è dotata di piccoli secondi e di un secondo fuso orario su due sottoquadranti. Un indicatore giorno/notte sincronizzato sul fuso centrale completa l'informazione.

### La tecnica dello smalto
Piaget perpetua l'arte della verniciatura miniatura grazie ad una tecnica tradizionale. L'artigiano smaltatore prende smalti grezzi, li macina e li pulisce fino ad ottenere una polvere molto sottile che viene poi mescolata ad essenze ed oli leganti per ottenere la gamma di colori. Sottili strati successivi di smalto vengono applicati con il pennello
e ciascuno viene vetrificato tramite un passaggio in forno ad una temperatura di oltre 800°. Ciascun pezzo smaltato necessita di circa venti passaggi a fuoco. Lo smalto e i suoi colori diventano così inalterabili.

### Incastonatura e gemmologia
Piaget ospita il più importante laboratorio di gioielleria di Ginevra. Tutte le pietre vengono tagliate, adattate e incastonate a mano.
Lo stesso avviene per la selezione dei diamanti e delle pietre preziose. I diamanti, ad esempio, rispondono a standard di colore (da D a G) e di purezza (da IF a VVS). I diamanti vengono rigorosamente controllati secondo un protocollo interno basato su criteri di colore, taglio, purezza e carati.
Il laboratorio Piaget è membro del «Council for Responsible Jewellery Practices» e del «Kimberley Process Certification Scheme», accordo volto a garantire che i profitti ricavati dal commercio di diamanti non vengano usati per finanziare guerre civili.

## Collezione

### Orologeria[12]
- Black Tie
- Altiplano
- Upstream
- Piaget Polo
- Dancer
- Possession
- Miss Protocole
- Limelight
- Exceptional Pieces
- Creative Collection

### Gioielleria[13]
- Possession
- Wedding
- Hearts & Charms
- Miss Protocole
- Magic Gardens of Piaget
- Limelight
- Creative Collection
- For Men

## Evento - Sponsorizzazione

### Gli Spirit Awards
Nel 2008, Piaget ha sponsorizzato gli Spirit Awards, festival statunitense dedicato ai film indipendenti. La cerimonia si è svolta il 23 febbraio 2008 a Santa Monica, California.
Ecco i vincitori premiati con uno Spirit Award:
- Miglior Film: Juno di Jason Reitman
- Miglior Regista: Julian Schnabel – Lo scafandro e la farfalla
- Migliore Sceneggiatura: Tamara Jenkins – La Famiglia Savage
- Migliore Attrice: Ellen Page – Juno
- Miglior Attore: Philip Seymour Hoffman – La Famiglia Savage
- Miglior Attrice non protagonista: Cate Blanchett – Io non sono qui
- Miglior Attore non protagonista: Chiweteil Ejiofor
- Miglior Film straniero: Once (Irlanda) di John Carney
- Miglior Primo Film: Sguardo nel vuoto di Scott Frank

### I negozi Piaget
Piaget è presente in 84 paesi con più di 800 negozi rappresentativi; si situano nel cuore delle grandi metropoli:
- Piaget Paris - Place Vendôme - Aperto nel 1992, il negozio Piaget Paris è situato nel cuore del lusso della Capitale francese.
- Piaget Monaco – Beaux Arts - La Boutique Piaget Monaco si trova nell'avenue des Beaux Arts dal 1980.
- Piaget Berlin - Kurfürstendamm - Nel 2002, è stato inaugurato il negozio Piaget Berlin nel Kurfürstendamm di Berlino.
- Piaget Palm Beach - South County Road - Piaget ha aperto una boutique a Palm Beach in Florida, in riva all'oceano.
- Piaget Miami - Collins Avenue - In Florida Piaget è presente nella Collins Avenue, nel centro di Miami.
- Piaget New-York – Quinta Strada - Anche New York ospita un negozio Piaget, in una delle più famose vie di Manhattan.
- Piaget Las Vegas - Hotel Palazzo - Il negozio presente nella capitale del gioco simboleggia lo sviluppo di Piaget a livello internazionale.

## Premi e riconoscimenti

### Premi assegnati
Nel corso della sua storia, Piaget ha ricevuto numerosi premi:
- Nel 2000, la Giuria di Montres Passion ha assegnato il premio «Orologio dell'anno» al modello Emperador[15].
- Al Gran Premio dell'Orologeria di Ginevra, l'orologio Piaget 1967 ha ricevuto il «Premio dell'Orologio Design » nel 2002[16], mentre l'orologio Altiplano XL, ha ricevuto il «Premio dell'orologio ultra piatto» nel 2003[17]
- Al Gran Premio dell'Orologeria di Ginevra, Piaget ha ricevuto il Premio dell'Orologio Gioiello per Signora nel 2006, per il modello Limelight Party[18].
- Nel 2006, l'orologio Limelight Party è stato inoltre eletto «Orologio più bello dell'anno 2006» dalla rivista Vogue Joyas Spain[19].
- L'orologio Piaget Polo Chronograph è stato eletto «Orologio dell'anno 2007», categoria Cronografo, dalla giuria della rivista francese La Revue des Montres[20]
- Il modello Piaget Emperador ha ricevuto il premio Orologio da Uomo dell'anno 2007 (Middle East Watch of the Year Awards 2007), organizzato dalla rivista Alam Assaat Wal Moujawharat.[21]
- L'orologio Limelight Party è stato eletto « Orologio dell'anno 2007», nella categoria Orologio per Signora, dalla rivista belga Passion des Montres[22].

### Premio Piaget del Miglior Gioielliere
Piaget ha istituito nel 2005 il Premio del Miglior Gioielliere. Questo premio è stato assegnato ad un allievo particolarmente meritevole del certificato Federale di Capacità. Dorian Recordon è stato il primo diplomato a ricevere questo premio.